# Betnava herrgård

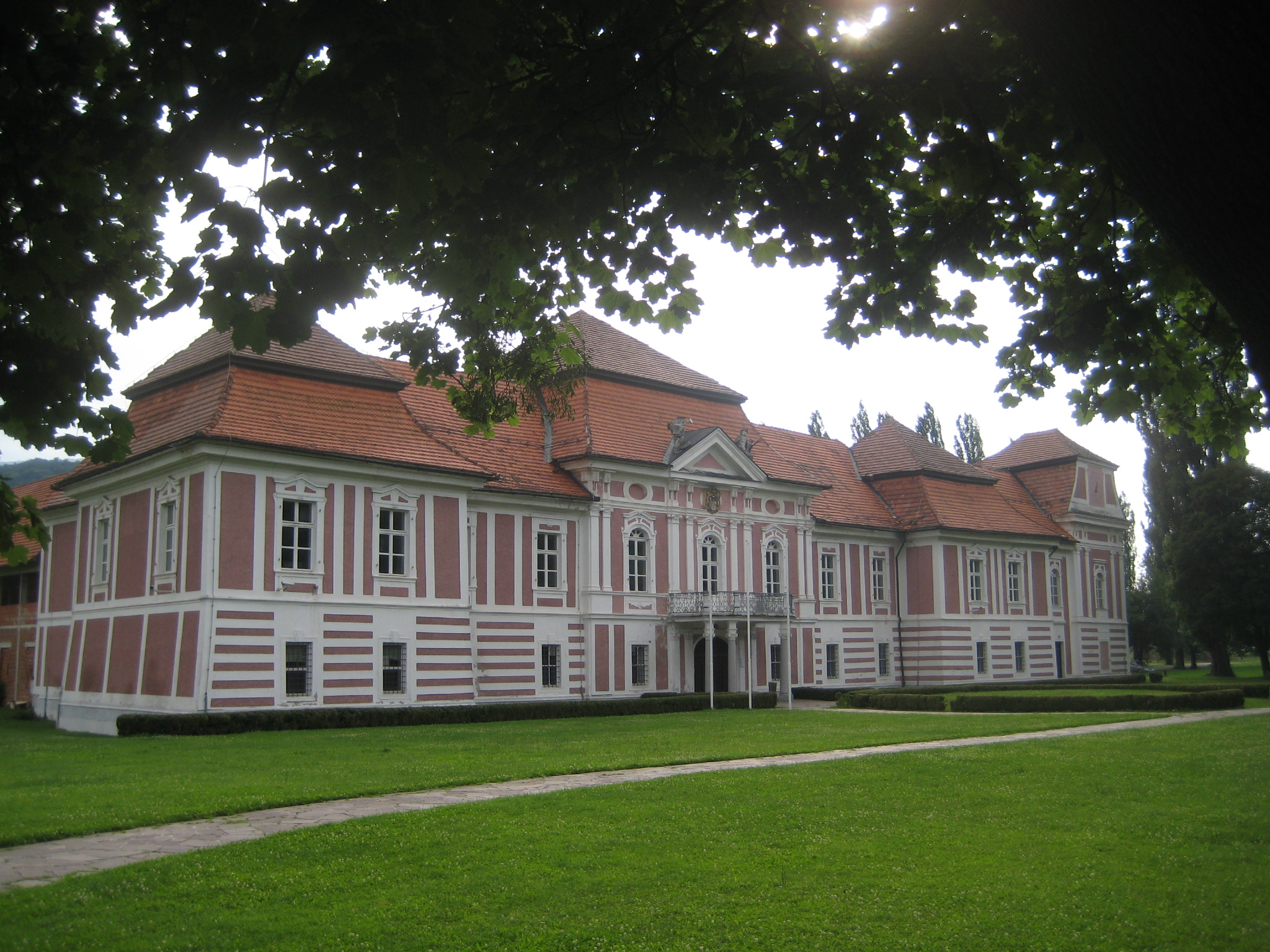
Betnava herrgård

Betnava herrgård (slovenska: Dvorec Betnava, tyska: Schloss Windenau) är en herrgård belägen nära staden Maribor i norra Slovenien.
Första gången en byggnad nämns på denna platsen är år 1319, då under namnet Wintenaw. På 1500-talet hade det vuxit till en befäst renässans herrgård.
Herrgården har haft många ägare genom tiderna, adelsfamiljer som t.ex. Herberstein, Khiessl, Auersperg, Orsini-Rosenberg och Szekely. Under familjen Herberstein transformerades herrgården till en protestantisk station med kapell och kyrkogård. År 1784 byggdes herrgården om i florentinsk senbarock efter modet i Wien vid den tiden. Den västra vingen innehåller ett kapell tillägnad det Heliga korset. Andra anmärkningsvärda inredningsdetaljer omfattar den snidade trappan till den stora salen, som är dekorerad med takfresker gjorda i senbarock trompe l'oeil-stil, målade av en okänd konstnär.
År 1863 blev Betnava sommarresidens för biskoparna i Maribor och Lavant. Framför herrgården ligger en engelsk trädgård från 1800-talet.